# Goal-based investing
Pour les articles homonymes, voir GBI.
L'investissement basé sur les objectifs  (Goal Based Investing ou GBI en anglais) est une méthode d'investissement où la performance est évaluée vis-à-vis d'objectifs personnels de l'investisseur, et pas seulement vis-à-vis d'un indice de référence tenant compte de l'aversion au risque de l'investisseur, comme proposé par les méthodes d'investissements conventionnelles.

## Description
L'investissement basé sur les objectifs, se concentre sur l'investissement pour un ménage en fonction de leurs besoins et de leurs objectifs, et non exclusivement sur leur tolérance au risque. C'est une approche similaire à la gestion actif-passif pour les compagnies d'assurance et de la gestion adossée au passif (Liability Driven Investing - LDI) pour les fonds de pension mais elle intègre la planification financière et la gestion des investissements, qui assure que les objectifs sont financés de manière efficace. L'investissement basé sur les objectifs a également été utilisée par des fonds de dotation universitaires dans la gestion de leurs investissements
Les indices EDHEC-Princeton ont été développés dans un but pédagogique, afin de donner un exemple d’application des techniques de « goal-based investing » au problème de l’épargne retraite. 
Dans la méthode de l'investissement basé sur les objectifs, les actifs sont l'ensemble des ressources dont l'investisseur dispose, c'est-à-dire les actifs financiers, l'immobilier, le salaire, etc. Tandis que les passifs sont composés des prêts, des hypothèques, etc. en plus de la valeur capitalisée des objectifs et des aspirations financières des ménages. L'investissement basé sur les objectifs prend en compte les progrès réalisés par rapport aux objectifs fixés, qui sont classés comme des besoins essentiels, des objectifs de vie ou des aspirations traditionnelles qui dépendent du degré d'importance pour un individu ou une famille . Il aide également à prévenir certaines décisions d'investissements imprudentes ou inadaptées en fournissant un processus clair pour identifier les objectifs et déterminer une stratégie d'investissement sur mesure. Ces objectifs peuvent être divers, tels que préparer les études de ses enfants, valoriser son capital, prévoir un achat important ou anticiper sa retraite. 
Certains conseillers[Qui ?] financiers recommandent d'avoir entre trois et six mois d'épargne de disponibilité dans un fonds d'urgence. Cette épargne permet de satisfaire l'objectif de sécurité. Les objectifs d'un épargnant peuvent être la sécurité à court terme (compte d'épargne), à moyen terme un portefeuille pour prévoir les frais d'éducation d'un enfant et un portefeuille à plus long terme pour une anticiper une éventuelle retraite. L'épargne d'urgence devraient être investie sur le très court terme dans des placements à faible risque telles que les obligations d'états. L'épargne à moyen terme devrait prendre un peu plus de risques tout en restant modérée avec par exemple une majorité d'obligations d'états et d'entreprises couplées à une minorité d'actions. Alors que le fonds de long terme pourrait contenir une majorité d'actions cumulées à diverses participations. Les circonstances auxquelles est confronté un individu peuvent satisfaire les besoins liés à ses objectifs ou les rendre plus importants. Par exemple, une bourse d'études attribuée à un enfant peut réduire la nécessité d'un portefeuille destiné à cet objectif. Un contrat de travail réduit la nécessité d'une épargne d'urgence tandis qu'une maladie chronique peut augmenter ce besoin.[réf. nécessaire]